# Pleurozium schreberi
Pleurozium schreberi là một loài Rêu trong họ Hylocomiaceae. Loài này được (Willd. ex Brid.) Mitt. miêu tả khoa học đầu tiên năm 1869.

## Hình ảnh

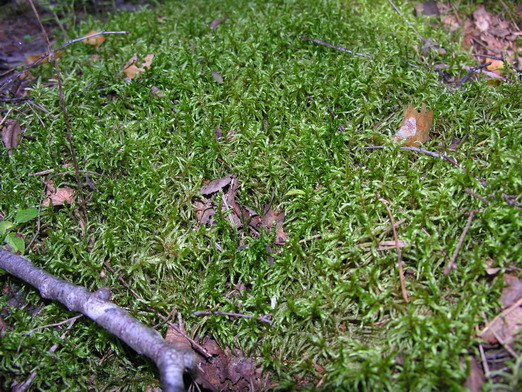
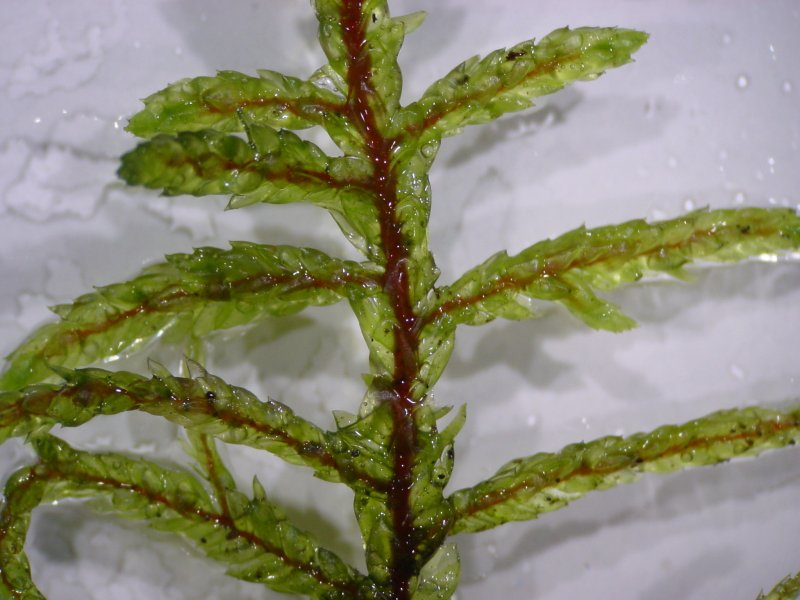
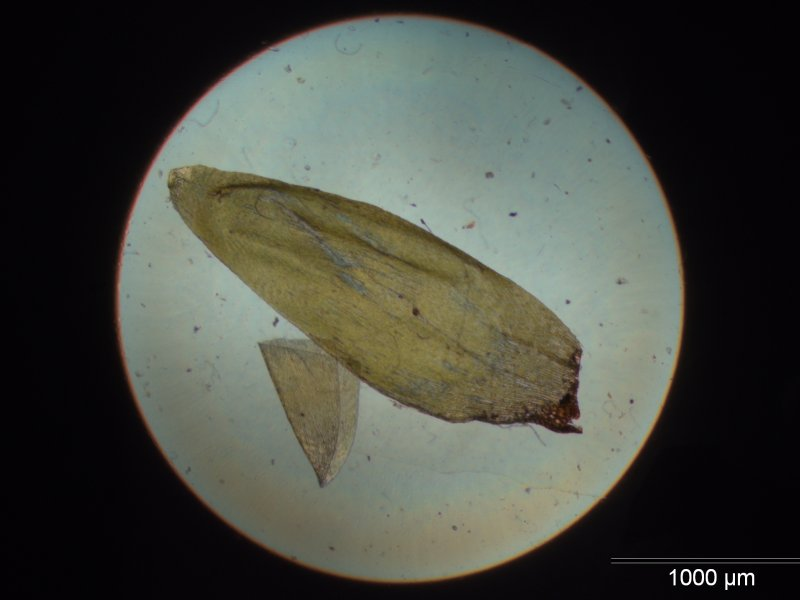
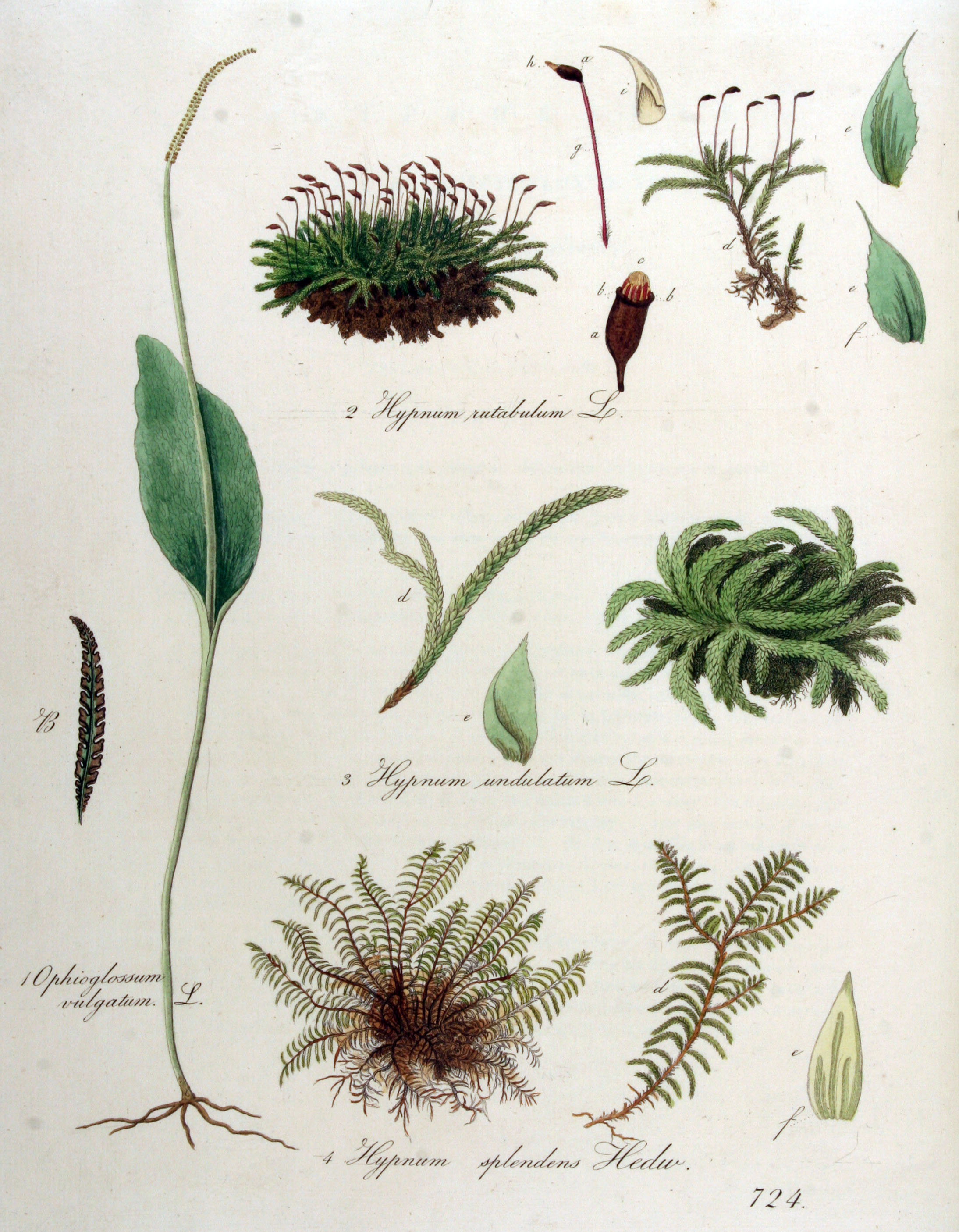